# Hisham al-Hashimi
Hisham al-Hashimi (en àrab: هشام الهاشمي) (Bagdad, 9 de maig de 1973 - Bagdad, 6 de juliol de 2020) va ser un historiador i investigador iraquià especialitzat en assumptes de seguretat i estratègics i grups extremistes, així com en Estat Islàmic i la seva xarxa de seguidors. També va ser assessor del govern iraquià per a la lluita contra el terrorisme.

## Biografia
Va ser historiador i investigador en seguretat i assumptes estratègics. Des de 1997 va ser seguidor de grups islàmics iraquians. Va treballar en el camp dels manuscrits moderns i jurisprudencials, encara que la seva formació acadèmica va prendre un altre camí, amb una llicenciatura de Ciències econòmiques i Administració, en l'especialitat d'estadística. Científic titulat a Hadit, va tenir interès en la biografia i obra de l'expert en hadiz sirià Al-Dhahabi (segle xiv).
Va ser arrestat i sentenciat a presó pel règim de Saddam Hussein, a causa de la seva afiliació amb el salafisme jihadista. Va ser alliberat de la presó el 2002. Després de 2003, va començar a treballar a la premsa, escrivint articles i col·laborant amb diaris i canals estrangers, així com en un bloc sobre el mapa de grups armats a l'Iraq.
Va publicar diversos llibres sobre l'extremisme i'Estat Islàmic. Va ocupar un càrrec en el grup de treball per a la reconciliació nacional a l'oficina del primer ministre i del president de govern iraquià i de la missió de l'ONU, així mateix va ser investigador al Centre de Política Global dels EUA i membre de Consell Consultiu de l'Iraq.
L'1 de juliol de 2020, va publicar un informe titulat La disputa interna dins de les Forces de Mobilització Popular, el seu últim treball abans del seu assassinat.

## Assassinat
El 6 de juliol de 2020, va ser ferit de gravetat fora de casa, situada al barri de Zayouna (Bagdad), després de ser víctima d'un atac per part de dos homes armats que li van disparar diverses vegades des d'una motocicleta. Va morir a l'Hospital Ibn Al-Nafees poc després d'arribar a conseqüència de les ferides rebudes. La seva mort va provocar un enrenou nacional a l'Iraq i entre la comunitat internacional, que va conduir a acusacions de grups paramilitars com Kataeb Hesbol·là i Estat Islàmic, mentre que per als tècnics de la investigació oficial no s'ha acusat a cap grup, i cap dels possibles acusats s'ha atribuït la seva responsabilitat. No obstant això, segons informes, Al-Hashimi va rebre amenaces directes de mort i segrest de membres de Kataeb Hesbol·là i les Forces de Mobilització Popular, les dues formacions paramilitars iraquians.

## Publicacions
- Ālam Dā'ish, min al-nash'ah ila i'lān al-Khilafah, Landan: Dar al-Ḥikmah; Bagdad: Dar Babil, 2015.[25]
- Tanzim Dā'ish min al-dākhil. Bagdad: Dar Babil lil-Ṭibā'ah wa-al-Nashr wa-al-Tawzī'; Landan: Dar al-Ḥikmah, 2016.[26]